# Rotative
Pour les articles homonymes, voir presse.

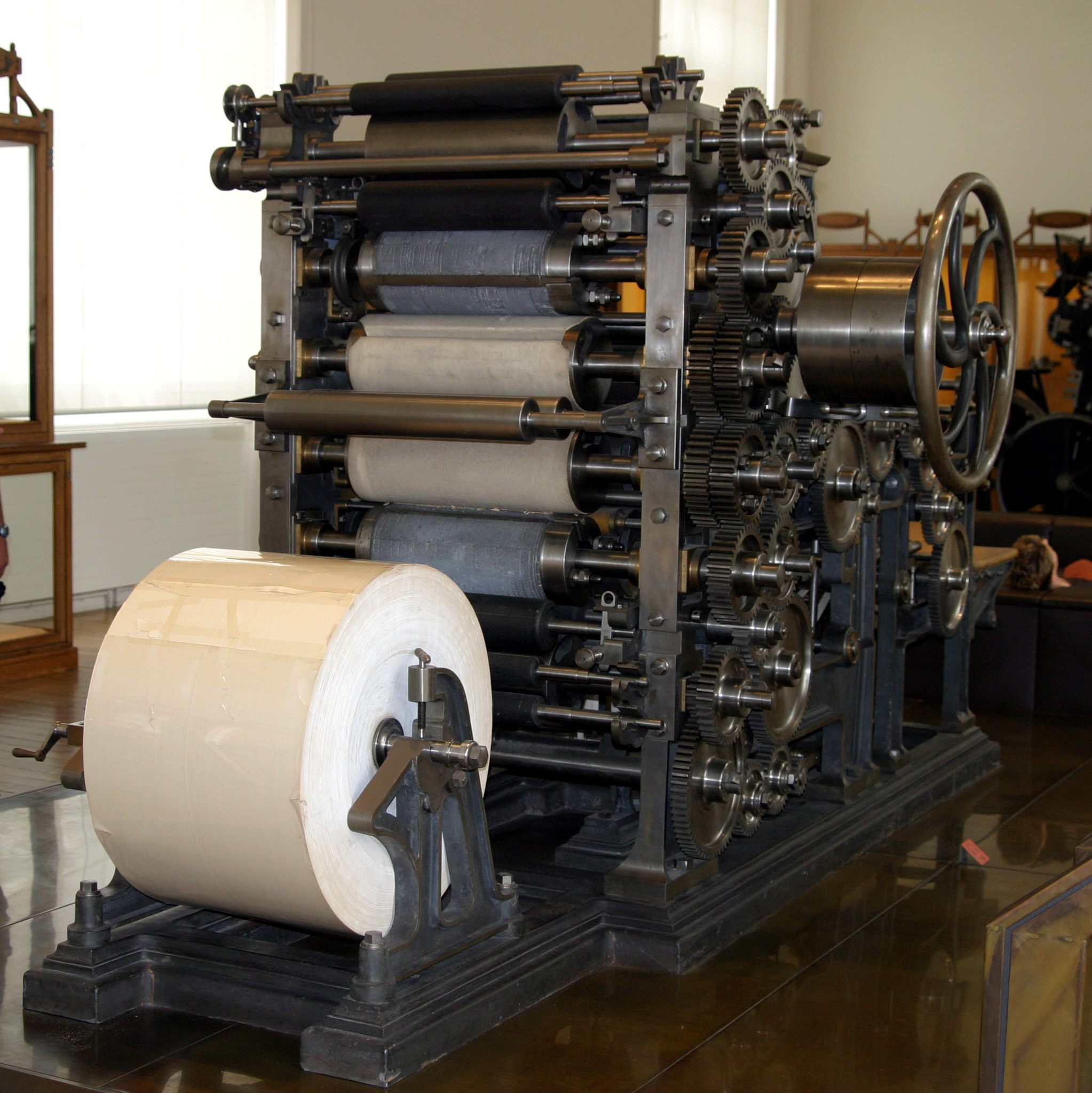
Rotative à bobine de type Marinoni (France, 1883).

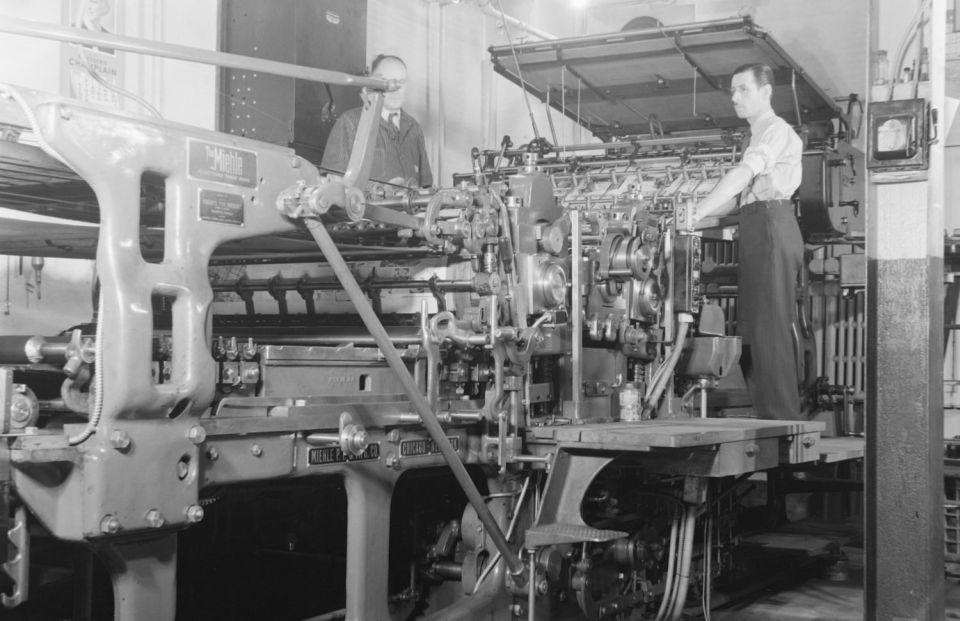
Presse de type Miehle pour l'impression du journal Le Samedi (Montréal, 1939).

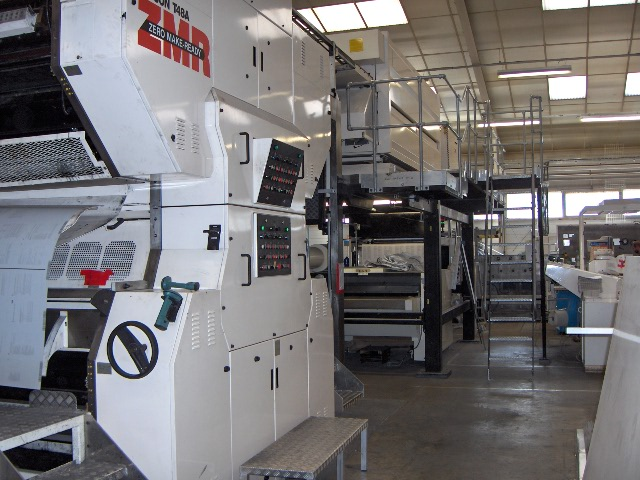
Rotative Zero Make Ready (ZMR).

Le terme rotative (forme abrégée de « machine rotative », « presse rotative ») désigne, en imprimerie, une presse typographique ou offset servant à imprimer en continu, en noir ou en couleurs (bichromie, quadrichromie voire polychromie), un rouleau de papier appelé « bobine ». L'intérêt du procédé réside dans sa capacité à réaliser une impression de masse.

## Principe
Le principe de la rotative réside dans le remplacement de la platine, partie plane qui dans une presse traditionnelle exerçait la pression nécessaire pour imprimer le papier, par un cylindre, qui permet une pression bien plus importante. Les presses à cylindre ont en premier bénéficié de la mécanisation (entraînement par la vapeur, puis l'électricité). Le passage à la rotative a été fait en remplaçant la forme typographique plane par une forme courbe, adaptée à un cylindre, qui effectue une rotation constante, alors que la forme traditionnelle devait effectuer des va-et-vient, sources de lenteur et de vibrations. Ceci permit, progressivement, d'imprimer une bande de papier continue à partir d'une bobine (rotative à bobine), au lieu d'une alimentation feuille par feuille (rotative à feuilles, dite « à la feuille »). Le papier est plié et coupé automatiquement en sortie.
Typographiques à l'origine, les rotatives utilisent depuis les années 1970 le système d'impression dit offset, qui a remplacé sans les supplanter l'héliogravure et la flexographie. La plupart des machines peuvent former et plier les cahiers, les massicoter, les relier, faire des découpes ou apposer certaines finitions sur le papier. Elles sont généralement destinées à de grands tirages (de quelques centaines de milliers à plusieurs millions d'exemplaires), contrairement aux machines dites « à feuilles » qui sont aussi à cylindres rotatifs.

## Histoire
La paternité de l'invention de la rotative ne peut être réduite à l'invention d'un seul concepteur. De nombreux ingénieurs et constructeurs l'ont progressivement élaborée, à partir du concept de rotative typographique d'où découle celui de rotative à bobine. 
En 1814, au siège du quotidien britannique The Times, est installée la première presse à vapeur composée de deux cylindres, conçue par les ingénieurs allemands émigrés à Londres, Koenig et Bauer (devenu la société KBA), qui remplace donc la presse manuelle ou à bras. Cette machine adopte le principe du « cylindre contre plan », remplaçant le procédé classique du « plan contre plan » (pression d'une platine contre une forme imprimante). 
Une première vague de mutations survient dans les années 1840.

### Rotative de Hoe

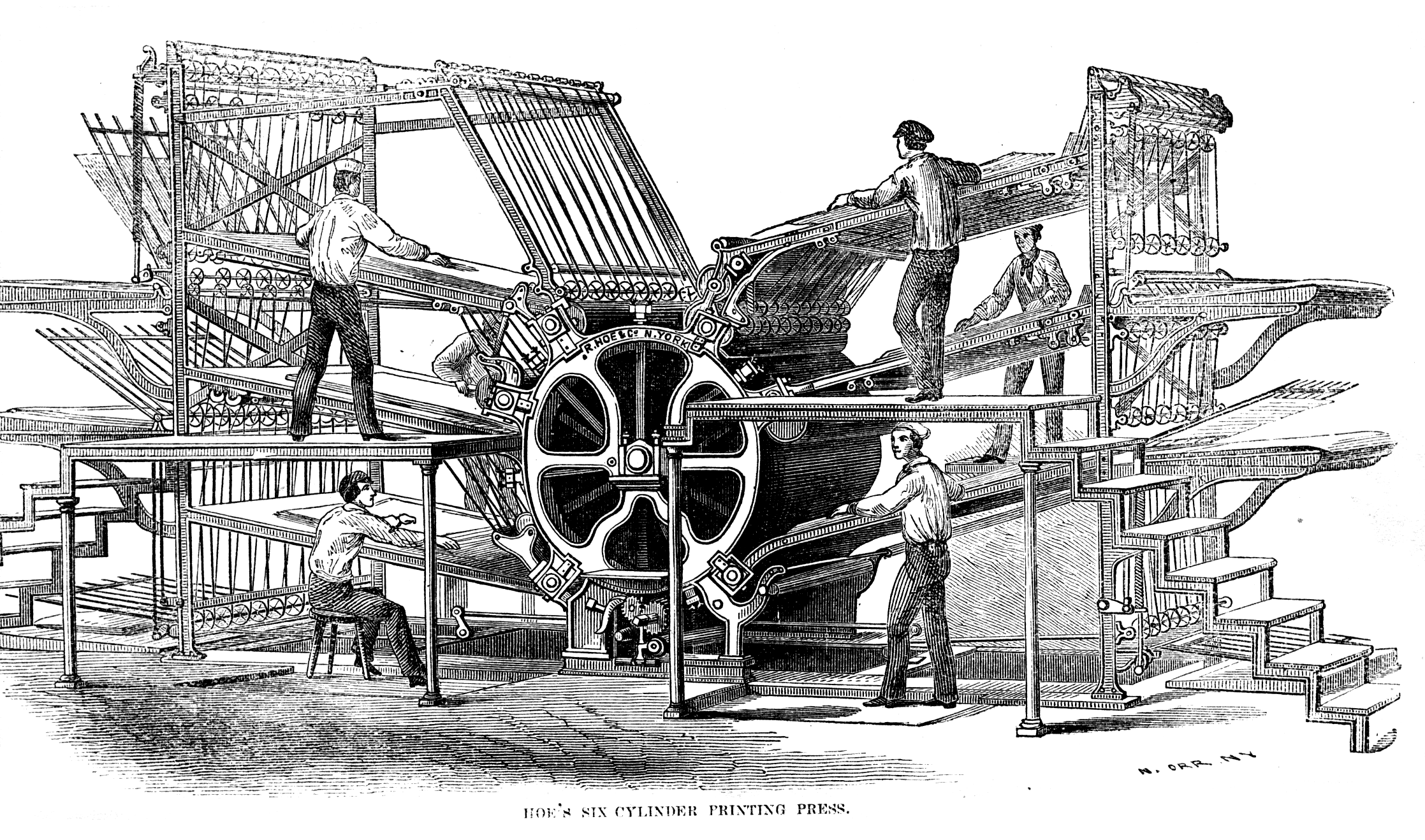
La rotative typographique six cylindres conçue par Richard M. Hoe.

Une rotative, dénommée Type Revolving Press, est construite en 1844 par le fabricant américain Richard M. Hoe & Cie, sur un principe établi à partir de 1818 par les Britanniques Augustus Applegath et son beau-frère Edward Cowper : ces derniers construisirent en 1843 une rotative à deux cylindres à double margeur vertical, puis perfectionnèrent leurs machines avant d'équiper The Times en 1853 : le tirage horaire passe de 1 100 (1814) à 18 000 exemplaires. La rotative Hoe propose un système de six rouleaux cylindriques allié à un mouvement rotatif. Elle est basée sur un énorme cylindre central qui porte les formes imprimantes classiques en caractères mobiles, et de six, voire dix cylindres presseurs correspondant à chacune des formes. Elle nécessite autant d'ouvriers margeurs pour l'alimenter en feuilles. La tenue des caractères mobiles sur la courbure du cylindre posait certains problèmes. En 1846, la firme Hoe élabore la machine « Lightning Press » (baptisée en France « Éclair ») qui présente l'avantage de disposer les éléments typographiques directement sur le cylindre imprimant de manière horizontale : on a donc un cylindre encré et un cylindre de pression. Il n'y a plus besoin de personnel margeur.

### Rotatives à clichés cintrés
Dans les années 1860, Richard Hoe & Cie propose de remplacer la forme typographique par un immense cliché stéréotypique cylindrique.
En effet, la solution au problème de la forme est le cliché cintré d'une seule pièce, adaptable au cylindre et réalisé par moulage de la forme classique, d'abord au moyen d'un moule en plâtre, puis d'un carton fort, mais souple, qu'on appela le flan. 
En France, dès 1845, Jacob Worms, un ingénieur allemand immigré, travaille sur une rotative à bobine et cliché cintré, procédé présenté dès 1849 à l'Exposition des produits de l'industrie française par un certain Giroudot fils avec sa « machine typographique à pression continue et papier sans fin ». Worms est assisté par Hippolyte Auguste Marinoni, qui fabriqua, plus tard, les premières rotatives françaises commercialisées, d'abord sur le modèle de celle de Hoe (1873), puis à bobine (1883) qui équipent son Petit Journal. Mais, auparavant, l'impression en continu avait été empêchée en France par la loi qui impose un timbre collé sur chaque journal avant l'impression, loi qui ne sera supprimée qu'en 1871. Cette loi existe aussi en Angleterre, mais The Times obtient une dérogation dès 1853 et peut donc imprimer en continu. 

### Rotative de Bullock
Aux États-Unis, la rotative de Hoe est perfectionnée en 1865 par l'Américain William Bullock, qui remplace les feuilles par des bobines de papier, selon un brevet déposé cinq ans plus tôt par l’Autrichien Alois Auer, ce qui augmente considérablement la rapidité de l’impression et réduit le personnel nécessaire ; invention dont il a pu tester l'efficacité en y coinçant malencontreusement sa jambe. Il mourra d'une gangrène, à la suite de cet accident, en 1867. Il faut attendre 1871 pour que Richard Hoe & Cie lance sur le marché une rotative à bande de papier avec coupe intégrée, finalisée en 1875 par Stephen D. Tucker, et présentée à l'exposition universelle de 1876 à Philadelphie.

### Étapes importantes
En 1884, Marinoni est le premier à proposer une presse à rotative intégrant à la fois le clichage stéréotypique, des bobines, l'impression en retirage (double face du papier) et le façonnage en ligne (plieuse en cahiers et coupe intégrés). En 1895, il peut se targuer d'imprimer 5 millions d'exemplaires du Petit Journal : un record mondial.
En 1912, la société allemande VOMAG fabrique la première rotative offset, qui se trouve être beaucoup plus souple d'utilisation. 
Les rotatives offset remplacent définitivement la plupart des rotatives typographiques à partir des années 1970.